# Patrimonio cultural inmaterial del Perú
El patrimonio cultural inmaterial del Perú lo componen las manifestaciones culturales peruanas como el folclore, el arte popular, las tradiciones orales, la gastronomía, las ceremonias, las costumbres mágico-religiosas, las leyendas, las fiestas populares, la medicina tradicional, los saberes, las formas de organización social, el manejo de tecnologías y las lenguas que surgen o se enmarcan dentro de la República del Perú.
Una característica del patrimonio cultural inmaterial es que se transmite de generación en generación y es recreado constantemente por las comunidades que lo practican. Este patrimonio infunde un sentimiento de identidad y continuidad que contribuye a promover el respeto de la diversidad cultural y creatividad humana.

## Listado del patrimonio cultural inmaterial del Perú
Las declaratorias del Patrimonio Cultural de la Nación en el Perú es una categoría que el Ministerio de Cultura del Perú otorga a las manifestaciones culturales inmateriales. Estas expresiones abarcan el ámbito de las prácticas, las representaciones, las expresiones, los conocimientos y los saberes – así como los instrumentos, objetos, artefactos y espacios culturales asociados con ellos – que las comunidades, los grupos y los individuos, reconocen como parte de su patrimonio cultural.

## Registro etnográfico del Proyecto Qhapaq Ñan
El proyecto Qhapaq Ñan se inició en 2001. Desde el 2003, el INC recopiló datos etnográficos aledaños al Camino inca en el Perú. Esta recopilación se realizó hasta el 2007.

## Patrimonio cultural inmaterial de la Humanidad en el Perú
Desde el año 2001 la UNESCO inicia un programa denominado Obras maestras el patrimonio oral e intangible de la Humanidad. En el año 2008 las obras maestras proclamadas por la UNESCO pasaron a formar parte de la Lista representativa del Patrimonio Cultural Inmaterial de la Humanidad. En el 2009, en el marco del artículo 18 (Registro de buenas prácticas de salvaguardia), el proyecto trinacional "Salvaguardia del patrimonio cultural inmaterial de las comunidades aymaras de Bolivia, Chile y Perú" ingreso a formar parte de la lista del Patrimonio Inmaterial.
| Año      | Año         | Manifestación                                                                              | Imagen | Notas                  |
| Proclama | Inscripción | Manifestación                                                                              | Imagen | Notas                  |
| -------- | ----------- | ------------------------------------------------------------------------------------------ | ------ | ---------------------- |
| 2001     | 2008        | Patrimonio oral y las manifestaciones culturales del pueblo zápara                         |        | Compartido con Ecuador |
| 2005     | 2008        | El arte textil de Taquile                                                                  |        |                        |
| 2010     | 2010        | La danza de las Tijeras                                                                    |        |                        |
| 2010     | 2010        | La huaconada, danza ritual de Mito                                                         |        |                        |
| 2011     | 2011        | La eshuva, rezos cantados de la etnia Huachipaeri                                          |        |                        |
| 2011     | 2011        | La peregrinación al santuario del Señor de Qoyllurit’i                                     |        |                        |
| 2013     | 2013        | Conocimientos, técnicas y rituales vinculados a la renovación anual del puente Q’eswachaka |        |                        |
| 2014     | 2014        | La fiesta de la Virgen de la Candelaria en Puno                                            |        |                        |
| 2015     | 2015        | La danza del wititi del valle del Colca                                                    |        |                        |
| 2017     | 2017        | Sistema Tradicional de Jueces de Agua de Corongo                                           |        |                        |
| 2019     | 2019        | El ‘Hatajo de Negritos’ y ‘Las Pallitas’, danzas del sur de la costa central del Perú      |        |                        |